# 中村ナツ子
中村 ナツ子（なかむら なつこ、1991年11月13日 - ）は、日本の女優、デザイナー、ラジオパーソナリティ。早稲田大学文学部日本語日本文学コース卒業、神奈川県出身 。F-FactoryJapan所属。

## 略歴
早稲田大学文学部を卒業後、ソフト・オン・デマンド株式会社での会社員を経て、2016年月蝕歌劇団『笑う吸血鬼』にて俳優活動を始める。
以降舞台役者のほか、デザイナー、ライター、ラジオパーソナリティ等多岐にわたり活動。

## 主な出演作品

### ラジオ
- 『今日もうららか市川うららFMです!』（月曜9時、市川うららFM） - パーソナリティ
- 『CONNECT』（金曜16時、茨城放送） - パーソナリティ

### 舞台
- 2016年11月 - 月蝕歌劇団『笑う吸血鬼』
  - 原作：丸尾末広／脚本・演出：高取英（千本桜ホール）

- 2016年11月 - 月蝕歌劇団『月蝕版・ベルサイユのばら G線上のアリア』
  - 脚本・演出：高取英（千本桜ホール）

- 2017年2月 - ガールズハイパーミュージカル『タイラー×2』
  - 脚本・演出：朝倉薫（シアターサンモール）

- 2017年3月 - 月蝕歌劇団『パノラマ島綺譚』
  - 原作：江戸川乱歩／脚本・演出：高取英（ザムザ阿佐谷）

- 2017年6月 - 月蝕歌劇団『天正少年使節-天草四郎の乱-』
  - 脚本・演出：高取英（千本桜ホール）

- 2017年9月 - 月蝕歌劇団『怪人二十面相　黒蜥蜴復活篇』『ピーターパン月蝕版』
  - 脚本・演出：高取英（ザムザ阿佐谷）

- 2017年11月 - 幻想芸術集団Les Miroirs『アルラウネの滴り-改訂版-』
  - 脚本・演出：a-m.Lully（シアターシャイン）

- 2018年2月 - 劇団TremendousCircus『サロメ』
  - 脚本・演出：田中円（シアターシャイン）

- 2018年4月 - 芸術集団れんこんきすた『リチャード三世』
  - 脚本・演出：奥村千里（高円寺アトリエファンファーレ）

- 2018年9月 - 劇団「地蔵中毒」『つちふまず返却観音』
  - 脚本・演出：大谷皿屋敷（高田馬場ラビネスト）

- 2019年1月 - 幻想芸術集団Les Miroirs『夜を喰むスマラ』
  - 脚本・演出：a-m.Lully（シアターシャイン）

- 2019年9月 - 劇団ジャンク派『夜、うつくしい魂は涕いて-中原中也ラプソディー-』
  - 脚本・演出：チェン・スウリー（重要文化財 自由学園明日館）

- 2019年12月 - 演劇ひとりぼっちユニットあんよはじょうず。『（めくるめく恋の）白痴はよいこ』
  - 脚本・演出：高畑亜実（アートスペースプロット）

- 2020年6月 - 吉野翼企画『阿呆船-初演版-』
  - 原作：寺山修司／脚本・演出：吉野翼（高島平バルスタジオ）

- 2020年10月 - miunaプロデュース『ダウンワードスパイラル』
  - 脚本・演出：屋代秀樹（スタジオ空洞）

- 2020年12月 - 大統領師匠『バベルの斜塔』
  - 脚本：中田真弘／演出：熊坂貢児（シアターシャイン）

- 2021年3月 - 盛夏火『アバンダンド・ネバーランド』
  - 脚本・演出：金内健樹（祖師ヶ谷大蔵某所）

- 2021年7月 - PSYCHOSIS『DGURA MAGRAードグラ・マグラー』
  - 脚本：高取英／演出：森永理科（新宿スターフィールド）
- 2021年7月　日本のラジオ『交番にて』脚本・演出：屋代秀樹（池袋MixaLiveTokyo HallMixa）
- 2021年9月　大久保千代太夫一座『寺山修司朗読劇』原作：寺山修司／構成・演出：大久保千代太夫（新宿スターフィールド）
- 2021年12月　演劇ひとりぼっちユニットあんよはじょうず。『地獄変をみせてやる。-人生失笑（疾走）篇-』脚本・演出：高畑亜実（TACCS1179）